# Брюс Дерлін
Брюс Дерлін (англ. Bruce Derlin; нар. 28 листопада 1961) — колишній новозеландський тенісист.
Найвищу одиночну позицію світового рейтингу — 115 місце досяг 10 грудня 1984, парну — 83 місце — 19 травня 1986 року.
Найвищим досягненням на турнірах Великого шолома було 3 коло в одиночному та парному розрядах.

## Фінали челленджерів

### Одиночний розряд (1–2)
| Результат | Ранг | Дата | Турнір        | Покриття | Суперник       | Рахунок  |
| --------- | ---- | ---- | ------------- | -------- | -------------- | -------- |
| Перемога  | 1.   | 1970 | Бара, Іспанія | Ґрунт    | Річард Льюїс   | 7–6, 6–3 |
| Поразка   | 2.   | 1970 | Генуя, Італія | Ґрунт    | Магнус Ларссон | 1–6, 3–6 |
| Поразка   | 3.   | 1973 | Пекін, КНР    | Тверде   | Кім Бон Су     | 4–6, 2–6 |